# John David Allen
John David Allen (* im 20. Jahrhundert) ist ein US-amerikanischer Filmeditor, der in seiner über 30-jährigen Karriere bei über 30 Kino-, Fernseh- und Kurzfilm-Produktionen für den Filmschnitt verantwortlich war, darunter Filme wie Die goldene Schale, Eine Affäre in Paris, The City of Your Final Destination, Body Brokers oder Ida Red. Außerdem führte er bei drei eigenen Kurzfilmen Regie.

## Leben und Karriere
John David Allen begann seine Laufbahn als freischaffender Filmeditor Ende der 1980er Jahre. In seiner Filmografie finden sich über 20 Spielfilme in einer Vielzahl von Genres sowie Fernsehdramen und preisgekrönte Kurzfilme. Allen hat fünf Merchant-Ivory-Filme geschnitten, darunter verschiedene James-Ivory-Filme wie das Kate-Beckinsale-Filmdrama Die goldene Schale, Eine Affäre in Paris mit Kate Hudson und Naomi Watts in den Hauptrollen, The White Countess mit Ralph Fiennes und Natasha Richardson oder The City of Your Final Destination mit Anthony Hopkins und Laura Linney sowie Cotton Mary für Ismail Merchant. Für Regisseur Bruce Beresford schnitt er Peace, Love & Misunderstanding und die A&E/Lifetime/History-Miniserie Bonnie & Clyde. Für den Regisseur John Swab setzte er 2021 dessen Thriller Body Brokers mit Jack Kilmer und Frank Grillo sowie den Actionfilm Ida Red in der Besetzung Josh Hartnett, Frank Grillo und Oscar-Preisträgerin Melissa Leo für den Schnitt um. Darüber hinaus ist Allen der Regisseur mehrerer Kurzfilme, darunter Love and Roadkill, der im Jahre 2009 auf mehr als 15 internationalen Filmfestivals gezeigt wurde. 
John David Allen lebt in New York City im Bundesstaat New York. Er ist Mitglied des ACE.

## Filmografie

### Als Filmeditor
- 1988: Camp des Grauens 2 (Sleepaway Camp II: Unhappy Campers)
- 1988: After School
- 1989: Limba, Limba, Lambada (Fast Food)
- 1989: Camp des Grauens 3 (Sleepaway Camp III: Teenage Wasteland)
- 1991: The Three Muscatels
- 1995: Deadly Run
- 1999: The Young Girl and the Monsoon
- 1999: Cotton Mary
- 2000: Die goldene Schale (The Golden Bowl)
- 2002: 13 Moons
- 2003: Eine Affäre in Paris (Le Divorce)
- 2005: The White Countess
- 2009: The City of Your Final Destination
- 2010: Virginia
- 2010: Rocksteady
- 2011: Peace, Love & Misunderstanding
- 2013: Savannah
- 2015: Mojave – Die Wüste kennt kein Erbarmen (Mojave)
- 2016: The Drowning
- 2017: The Hammer
- 2018: Mapplethorpe
- 2021: Body Brokers
- 2021: Ida Red
- 2022: Candy Land
- 2023: Daughter of the Bride
- 2023: The Way It Was: Paris Restaurants in the 1970s

### Fernsehen
- 2012: Too Cute! (Fernsehdokumentarserie, 1 Episode)
- 2013: Bonnie & Clyde (Fernsehminiserie, 2 Episoden)
- 2020: That Animal Rescue Show (Fernsehdokumentarserie, 2 Episoden)
- 2022: The Fast History Of (Fernsehdokumentarserie, 2 Episoden)

### Dokumentar- oder Kurzfilme
- 1994: Mr. McAllister's Cigarette Holder (Kurzfilm)
- 2000: Woman Found Dead in Elevator (Kurzfilm)
- 2019: Sublime (Dokumentarfilm)

### Als Regisseur und Drehbuchautor
- 1992: Mona's Pets (Kurzfilm)
- 1994: Mr. McAllister's Cigarette Holder (Kurzfilm)
- 2008: Love and Roadkill (Kurzfilm)